# そいそ〜す
そいそ〜すは、吉本興業東京本社所属のお笑いコンビ。NSC東京校22期生。

## メンバー
カメオ（本名：亀尾 広光〈かめお ひろみつ〉、1994年1月11日（31歳） - ）
ツッコミ担当。
鳥取県米子市出身、城西大学経営学部卒業。身長163 cm、体重127 kg。血液型はA型。
趣味は漫画、ご飯屋さん巡り、お絵描き。特技はお腹の下に色々挟まる、ダンス（Choo Choo TRAINのみ）。
ガーリィレコードチャンネルの研究生としても活動している。

ナベ（本名：渡邊 哲也〈わたなべ てつや〉、1993年10月11日（31歳） - ）
ボケ担当。
山形県出身、城西大学現代政策学部卒業。身長180 cm、体重70 kg。血液型はA型。
趣味は楽天イーグルス、居酒屋巡り、食べログ、サウナ、犬、ボクシング。特技はソフトボール。

## 経歴
城西大学落語研究会で出会い、日本大学経商法落語研究会にも所属していた。在学中には学生芸人として『学生才能発掘バラエティ 学生HEROES!』の「わらいのゼミナール」に出演。神保町よしもと漫才劇場で活動。

## 芸風
漫才とコント両方を演じ、明るいキャラクターが特徴。
平場の「くだり」を多数持っており、『チョコプランナー』にて開催された「平場のくだりトーナメント」では優勝を果たす。野田クリスタル（マヂカルラブリー）に「くだりでしかメシ食えなさそう」「さんまさんに紹介したい」と評価された。

## 出演

### テレビ
- ダウンタウンのガキの使いやあらへんで!（日本テレビ）[3][7][8]
- JOYのASOBU-TV JOYnt!（群馬テレビ）[9]
- いろはに千鳥（テレビ埼玉）[10]
- チョコプランナー（テレビ朝日）
- フットンダ年始SP（中京テレビ・日本テレビ系列）

### ネット
- アメトーーク!CLUB「前説芸人」2024年5月4日配信
- チャンスの時間（ABEMA）[6]

### ラジオ
- がっちゃんこ（朝日放送ラジオ）